# 三木正夫
三木 正夫（みき まさお、1949年〈昭和24年〉4月30日 - ）は、日本の政治家。長野県須坂市長（6期）。

## 来歴
長野県須坂市出身。1973年（昭和48年）3月、中央大学法学部卒業。同年4月、長野県庁に採用される。総務部秘書課長、社会部厚生課長、行政改革推進室長、下伊那地方事務所長などを歴任した。
2004年（平成16年）1月18日に行われた須坂市長選挙に出馬し初当選した。1月24日、市長就任。
2020年（令和2年）1月19日、前市議の岩田修二を破り5期目の当選を果たす。※当日有権者数：42,027人 最終投票率：45.78%（前回比：-0.61%）
開票結果は、当選 三木正夫 70歳 無所属 現 12,459票（65.33%）、岩田修二 69歳 無所属 新 6,613票（34.67%）だった。
2024年（令和6年）1月21日、元兵庫県議会議員の小西彦治を破り6選。投票率は過去最低。※当日有権者数：41,395人 最終投票率：32.61%
開票結果は、当選 三木正夫 74歳 無所属 現 10,114票（76.59%）、小西彦治 52歳 無所属 新 3,092票（23.41%）だった。

## 政策・主張
2004年の初当選以来ほぼ毎年、上高井招魂社の例大祭に公務として出席。市職員が運転する公用車で出向き、会費として公費3千円を支出していたが、このことが政教分離の原則に抵触するおそれがあるとして問題となった。三木は2019年（令和元年）9月5日に記者会見を開き、「違反したと思っていない」との見解を示した。記者が憲法学者などの専門家に助言は求めないのかと問い糾すと、「彼らは地域の実情を知らない。私自身が最高裁や地裁の判例を参考に対応を検討したい」と答えた。同日、隣接する上高井郡小布施町と同郡高山村の首長も、公務として副町長や副村長らを代理で出席させていたことが判明した。